# Hartman Sannes
Hartman Sannes (Sint Annaparochie, 24 juni 1890 – Leeuwarden, 5 januari 1956) was een Friese onderwijzer, historicus en schrijver. 

## Biografie
Hartman Sannes werd in 1890 in Sint Annaparochie geboren als zoon van de verver Sytse Sannes en van Afke (ook Yke) Bouma. Nadat hij in 1909 de opleiding aan de rijkskweekschool in Groningen had voltooid werd hij achtereenvolgens onderwijzer in Beetsterzwaag, Ureterp, Pingjum, St. Annaparochie en Berlikum. Van 1918 en 1934 was hij schoolhoofd in Kooten. In 1934 beëindigde hij vanwege zijn gezondheid zijn loopbaan binnen het onderwijs.
Daarna legde hij zich volledig toe op zijn activiteiten als historicus. Zo verzamelde hij de gegevens van duizenden Friese schoolmeesters uit de periode tussen 1600 en 1950. De Fryske Akademy heeft het door Sannes verzamelde materiaal in 2008 digitaal gepubliceerd.

## Literair werk
Hartman Sannes voornaamste werk betreft een vierluik over de ontstaansgeschiedenis van de gemeente Het Bildt genaamd Geschiedenis van Het Bildt. In 1952 kreeg hij de Dr. Joast Halbertsmapriis na het verschijnen van het eerste deel van deze geschiedenis. Voor zijn onverwachte overlijden in 1956 was Sannes nog bezig met het bewerken van het manuscript van het derde en laatste deel van de Geschiedenis van Het Bildt. Het werd na zijn overlijden voltooid door Hotze Sytses Buwalda en in twee afzonderlijke delen (3a en 3b) uitgebracht in 1956. In 1957 werd het totale werk voorzien van een register (deel 4). De boeken werden uitgebracht door boekhandel Tjitte Wever te Franeker.
Behalve dit meerdelige werk over de geschiedenis van Het Bildt publiceerde Sannes diverse artikelen in de Friese kranten over Het Bildt. Zo beschreef hij onder meer de geschiedenis van de scholen in Sint Annaparchie, Sint Jacobiparochie, Vrouwenparochie en Oude Bildtzijl. Op basis van de door hem verzamelde gegevens over het onderwijs in Friesland publiceerde hij artikelen per plaats in de reeks De schoolmeesters in ..... in de loop der tijden/eeuwen.

## Overlijden
Hartman Sannes, die in Giekerk woonde, werd op 10 januari 1956 begraven in zijn geboorteplaats Sint Annaparochie.
- International Standard Name Identifier: 0000 0000 6323 5350
- Library of Congress Control Number: n80149288
- Nationale Bibliotheek van Israël: 987007279842205171
- Nederlandse Thesaurus van Auteursnamen: 074461842
- Virtual International Authority File: 52997929
- WorldCat: E39PBJmhPkfp6FWFfcCqjYDTHC